# 윤현식 (배우)
윤현식(1997년 7월 16일 ~ )은 대한민국의 배우이다.

## 드라마
- 2024년 tvN 드라마《플레이어 2: 꾼들의 전쟁》
- 2025년 넷플릭스 드라마 《약한영웅 2》
- 2025년 디즈니+ 드라마 《나인 퍼즐》
- 2025년 TVING 드라마 《러닝메이트》
- 2025년 KBS2 주말드라마 《화려한 날들》- 양진구 역

## 영화
- 2016년 달인
- 2023년 화사한 그녀